# Altjevsk
Altjevsk (ukrainska: Алчевськ lyssna (fil), ryska: Алчевск, åren 1931–1961: Vorosjylovsk, åren 1961–1991: Komunarsk) är en stad i Luhansk oblast i östra Ukraina. Staden grundades år 1895 och ligger cirka 38 kilometer sydväst om Luhansk. Altjevsk beräknades ha 106 062 invånare i januari 2022.
Under de proryska protesterna i Ukraina 2014 intogs staden av proryska separatister.